# 金松蘭
金松蘭（学名：Gastrochilus linii）为蘭科松蘭(肚唇蘭)屬下的一个种。